# Телангана Шакунтала
Ця людина відома під сценічним псевдонімом, що складається з особистого імені (Шакунтала) і прізвиська (Телангана).
Телангана Шакунтала (англ. Telangana Shakuntala, тел. తెలంగాణ శకుంతల 9 червня 1951 — 14 червня 2014) — індійська акторка, що знімалася головним чином у фільмах на телугу. За свою кар'єру, яка тривала понад 30 років, зіграла в 74 кінокартинах.
У 1981 році отримала премію Nandi Award за найкращу жіночу роль у фільмі Kukka. У 2006 році нагороджена премією Andhra Pradesh Cinegoers Telivision Awards за довічні досягнення.
Прізвисько «Телангана» отримала за майстерне володіння акцентом, властивим жителям місцевості Телангана в Індії.

## Життєпис
Шакунтала народилася 1951 року в Махараштра в родині маратхського походження. Її батько був армійським офіцером, а мати — домогосподаркою. Мала трьох сестер.
Шакунтала почала кар'єру акторкою театру. У кіно дебютувала в 1981 році у фільмі Maa Bhoomi. Популярність приніс фільм Gulabi (1995). Серед інших її успішних ролей: сестра Танікелли Бхарані у фільмі «Ти і я» (2001), мати Пракаша Раджа в фільмі "Єдиний" (2003). Найбільш відомі з її фільмів Aha Naa Pellanta, Bhadrachalam і Bendu Apparao RMP. Аудиторії особливо подобалася її легкість у володінні акцентами Телангани та Раяласіми. Вона також зіграла в кількох тамільських фільмах, таких як «Пил» (2003) та Machak Kaalaia (2009). У тамільській кіноіндустрії отримала прізвисько «Swarnakka», за іменем зіграної нею лиходійки у фільмі «Пил». Її останнім фільмом став Pandavulu Pandavulu Tummeda 2013 року.
14 червня 2014 року о 2:30 ночі після зупинки серця Телангана Шакунтала була доставлена зі свого будинку в Компаллі (Хайдарабад) до госпіталю Narayana Hrudayalaya. Після прибуття до лікарні лікарі констатували смерть. У неї залишилися син та донька.

## Нагороди
- Премія Nandi Award за найкращу жіночу роль у фільмі Kukka (1981);
- Премія Andhra Pradesh Cinegoers 'Telivision Awards за довічні досягнення (2006)[3].

## Фільмографія
- Шиям Гопал Варма